# Stephen Moore (skådespelare)
Stephen Vincent Moore, född 11 december 1937 i Brixton i London, död 4 oktober 2019, var en brittisk skådespelare.

## Filmografi i urval
- 1977 – En bro för mycket
- 1981 – Liftarens guide till galaxen (TV-serie) (röst)
- 1981 – En förlorad värld (TV-serie)
- 1985 – Adrian Moles hemliga dagbok (TV-serie)
- 1986 – Ursäkta, vad är klockan?
- 1987 – Unge Adrians lidanden (TV-serie)
- 1994 – Kärlek på villospår (TV-serie)
- 1994 – Middlemarch (TV-serie)
- 1995 – Mitt liv som snut (TV-serie) (gästroll)
- 1996 – Brassed Off
- 2002 – Foyle's War (TV-serie)
- 2004 – The Brief (TV-serie)
- 2009 – The Boat That Rocked
- 2010 – Doctor Who (TV-serie)